# Burg Reinhausen

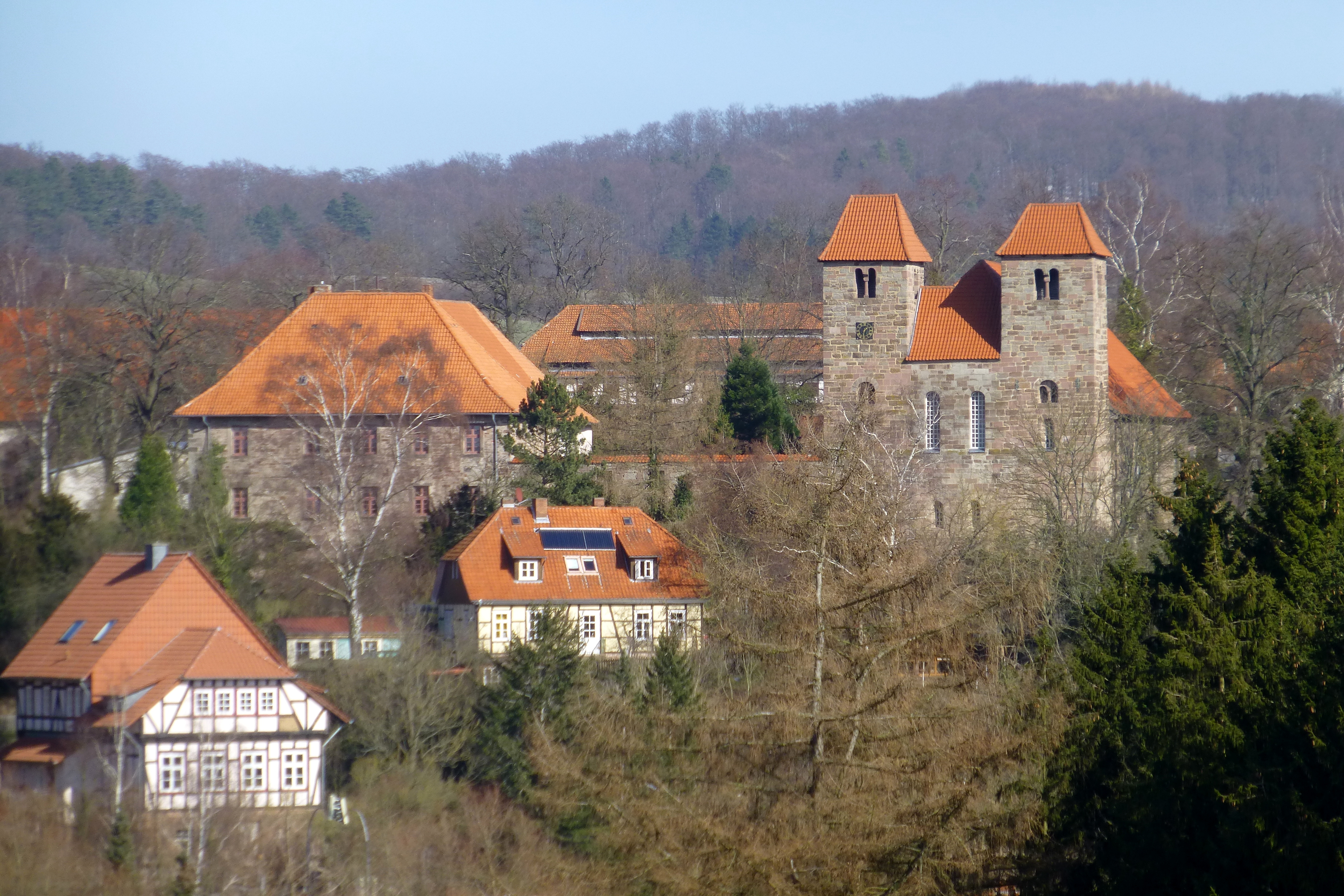
Wo heute die Klosteranlage steht, befand sich im ausgehenden Hochmittelalter die Burg

Die Burg Reinhausen war eine früh- bis hochmittelalterliche Spornburg der Grafen von Reinhausen in Reinhausen in der Gemeinde Gleichen im Landkreis Göttingen in Niedersachsen. Das Burggelände wurde bereits im Mittelalter überbaut, so dass nur noch wenige Reste der Burg vorhanden sind.

## Lage
Die Burg lag auf einem flachen, nach Westen gerichteten Bergsporn in Reinhausen zwischen dem Tal des Wendebachs und dem Rosental. Der Burgplatz liegt nur etwa 30 Meter über dem Talgrund des 120 Meter entfernt südlich und westlich vorbeifließenden Wendebachs, der Bergsporn weist zu dieser Seite aber auf einer Länge von über 400 Metern einen Steilabhang mit vielen senkrechten, teils überhängenden Felspartien auf. Das Rosental nordwestlich der Burg ist deutlich weniger schroff. Nach Ostnordosten steigt das Gelände flach zum Knüll hin an. Während der Steilhang südlich des Burggeländes und das Rosental unbebaut sind, schließen sich dahinter im Tal des Wendebaches der alte Ortskern von Reinhausen und westlich und nördlich des Burggeländes neuere Baugebiete an.

## Geschichte
Eine kontinuierliche Besiedlung des Geländes der Burg kann seit dem Frühmittelalter nachgewiesen werden. Seit dem 9. Jahrhundert, nach anderen Angaben seit dem 10. Jahrhundert befand sich eine Burganlage der Grafen von Reinhausen auf dem durch Felsabbrüche zum Tal hin natürlich gesicherten Bergsporn über dem Dorf, dem heutigen Kirchberg. Von dem Bergsporn aus konnte die Burg das Tal und die dort verlaufende Heerstraße kontrollieren. Eine größere Zahl archäologischer Funde aus der Umgebung der späteren Klosterkirche konnte auf das 9./10. Jahrhundert datiert werden. Im 10./11. Jahrhundert hatten die Grafen von Reinhausen das Gaugrafenamt im Leinegau inne und damit auch überregionale Bedeutung. Im sächsischen Raum waren bewohnte Adelsburgen im 10. Jahrhundert noch eine Ausnahmeerscheinung, ältere Veröffentlichungen gingen deshalb auch in Reinhausen von einer nicht dauerhaft bewohnten Burganlage aus.
Im Mitte des 12. Jahrhunderts verfassten Abtsbericht zur Frühgeschichtes des Klosters Reinhausen wird die Burg als locum suum principalem, unde originem duxerant, also als Stammsitz der Grafen bezeichnet. Ende des 11. Jahrhunderts wandelten die Grafen Konrad, Heinrich und Hermann von Reinhausen sowie ihre Schwester Mathilde ihre Stammburg in ein Stift um. Der in älterer Literatur vorgenommenen Datierung der Umwandlung in ein Stift auf das Jahr 1079 wird jedoch in neuerer Forschung widersprochen. Stattdessen wird anhand möglicher Todesdaten eines der Stifter, des Grafen Konrad von Reinhausen, das Jahr 1089 oder das Jahr 1086 als spätester Zeitpunkt der Stiftung und damit als Ende der eigentlichen Burg angenommen.
Anhand hochmittelalterlicher Kleinfunde im Baubefund und im Abbruchschutt wurde der Abbruch der Burgmauer auf das 12. Jahrhundert datiert. Vor der Umwandlung ihrer Stammburg um 1100 erbauten die Grafen von Reinhausen die Gleichen als neuen befestigten Wohnsitz. Diese Höhenburgen entsprachen nun dem für das Hoch- und Spätmittelalter bekannten Typus des stark befestigten, ständig bewohnten adeligen Wohnsitzes.
Seit 1980 untersuchte Klaus Grote kleinere Bereiche des Burggeländes in mehreren Einzelgrabungen und Befundaufnahmen archäologisch.

## Heutige Nutzung
Das ehemalige Burggelände ist mit unterschiedlichen Nutzungen belegt: Am Ende des Bergsporns im Westen stehen Gebäude der Bücherei, des Kindergartens und der Schule sowie die ehemalige Hospitalkapelle. Der Steilhang zum Wendebachtal ist durch eine in der Felsen eingehauene Straße unterbrochen. Östlich der Straße stehen auf dem Gelände der Hauptburg heute das Pfarrhaus, ein weiteres Wohnhaus, eine Scheune, das ehemalige Kloster- und spätere Amtsgebäude, das heute das Forstamt Reinhausen und ein Büro beherbergt, sowie die Kirche. Der größte Teil des Friedhofs liegt auf dem Gelände der früheren Vorburg, ebenso zwei größere Nebengebäude der Domäne Reinhausen. Die meisten Nutzbauten der Domäne liegen aber knapp außerhalb des früheren östlichen Burggrabens.

## Beschreibung
Entsprechend der Bedeutung ihrer Erbauer war auch die Stammburg der Grafen von Reinhausen dimensioniert: Der Wohnbereich mit Eigenkirche im Westen umfasste etwa anderthalb Hektar Fläche, der nordöstlich angrenzende Wirtschaftshof etwa einen weiteren Hektar. Getrennt waren beide Bereiche durch einen Halsgraben. An der Abbruchkante des Bergsporns wurde auf etwa neun Metern Länge eine bis zu 3,30 Meter dicke zweischalige Befestigungsmauer freigelegt. Zum flach ansteigenden Hang hin bestand die Befestigung aus zwei Abschnittsgräben und einer drei Meter dicken vermörtelten Mauer. Die Innenbebauung der Burg ist kaum zu rekonstruieren, weil das Gelände noch im Hochmittelalter durch das Kloster und das Klostergut überbaut wurde. Im Inneren der Klosterkirche wurden bei Ausgrabungen allerdings Reste der Eigenkirche der Grafen von Reinhausen gefunden. Während die Lage der Burgkirche damit feststeht, liegen über ihre genaue bauliche Gestaltung keine Zeugnisse vor. Nach der historischen Bauforschung, die Ulfrid Müller 1963–67 durchführte, gilt als sicher, dass die bauliche Substanz der Eigenkirche nach der Umwandlung der Burg in ein Kanonikerstift und später in ein Kloster für dessen Kirche Verwendung fand. Unter anderem weist darauf die Ausführung der südlichen Chorwand der Kirche hin.
Erreichbar war die Burg vom Wendebachtal aus wahrscheinlich durch das Rosental. Für das Spätmittelalter ist dort eine Wegeführung nachgewiesen.